# Zacarias da Costa
Pour les articles homonymes, voir Da Costa.
Zacarias da Costa, né le 16 janvier 1964 à Remexio, est un homme politique est-timorais, actuel secrétaire exécutif de la Communauté des pays de langue portugaise.
Il est ministre des Affaires étrangères du Timor oriental de 2007 à 2012.